# Patricia Manterola
Bertha Patricia Manterola Carrión (née le 23 avril 1972 à Mexico) est une chanteuse et actrice mexicaine.

## Télévision

### Telenovelas
| Année | Titre                    | Rôle                              | Chaîne   |
| ----- | ------------------------ | --------------------------------- | -------- |
| 1990  | Alcanzar una estrella    |                                   | Televisa |
| 1991  | Alcanzar una estrella II |                                   | Televisa |
| 1993  | Buscando el paraíso      |                                   | Televisa |
| 1995  | Acapulco, cuerpo y alma  | Lorena García                     | Televisa |
| 1996  | Gente bien               | María Figueroa                    | Televisa |
| 2004  | Apuesta por un amor      | Julia Montaño de Durán "La Potra" | Televisa |
| 2006  | La fea más bella         | Elle-meme                         | Televisa |
| 2007  | Destilando amor          | Erika Robledo                     | Televisa |

### Sources
- (es) Cet article est partiellement ou en totalité issu de l’article de Wikipédia en espagnol intitulé « Patricia Manterola » (voir la liste des auteurs).